# Кросњевице
Кросњевице (пољ. Krośniewice) град је у Пољској у Војводству лођском. По подацима из 2012. године број становника у месту је био 4603.

## Становништво
| 2012. |
| ----- |
| 4.603 |